# In the Shadows (The Rasmus)
In the Shadows è un singolo del gruppo musicale finlandese The Rasmus, pubblicato il 10 gennaio 2003 come primo estratto dal quinto album in studio Dead Letters.

## Video musicale
Per In the Shadows sono stati girati quattro video differenti:
- Crow, Versione europea: il video, girato nel 2003 a Stoccolma da Niklas Fronda e Fredrik Löfberg, vede il gruppo suonare il pezzo, mentre intorno a loro si sollevano decine di corvi. Alla fine i componenti si trasformano in piume nere.
- Bandit, Versione finlandese: il video, girato nel 2003 a Helsinki, da Finn Andersson, vede il gruppo alle prese con una rapina in banca.
- Mirror, Versione anglosassone: il video, girato nel 2004 a Bucarest da Philipp Stöltzl, è la storia di una cameriera in una casa di stile vittoriana, che assiste ad un concerto dei The Rasmus attraverso uno specchio.
- Fourth Version, Quarta versione: mostra il gruppo che suona in una stanza semplice e simile a quella della versione "Crow".

## Tracce
CD singolo (Finlandia)
1. In the Shadows – 4:18
2. In the Shadows (Revamped) – 3:03
3. First Day of My Life (Acoustic Demo) – 3:11

CD singolo (Germania)
1. In the Shadows – 4:18
2. Everything You Say – 2:46

CD maxi-singolo (Germania)
1. In the Shadows – 4:18
2. Everything You Say – 2:46
3. Days – 4:10
4. In the Shadows (Video)

12" (Italia)
- Lato A

1. In the Shadows – 4:18

- Lato B

1. In the Shadows (Revamped) – 3:03

7" (Regno Unito)
- Lato A

1. In the Shadows – 4:18

- Lato B

1. If You Ever – 3:48

Download digitale – Lost Frequencies Remake
1. In the Shadows (Lost Frequencies Remake) – 2:51
2. In the Shadows (Lost Frequencies Deluxe Mix) – 3:32
3. In the Shadows (Lost Frequencies Extended Remake) – 3:37

Download digitale – Perttu & Lahos Remix
1. In the Shadows (Perttu & Lahos Remix) (Radio Edit) – 3:22
2. In the Shadows (Perttu & Lahos Remix) – 4:33

## Formazione
Gruppo
- Lauri Ylönen – voce
- Pauli Rantasalmi – chitarra
- Eero Heinonen – basso
- Aki Hakala – batteria

Altri musicisti
- Martin Hansen – programmazione, tastiera, suoni aggiuntivi
- Mikael Nord Andersson – programmazione, tastiera, suoni aggiuntivi
- Ylva Nilsson, Håkan Westlund, Anna Wallgren – violoncelli
- Rutger Gunnarsson – arrangiamento strumenti ad arco
- Jörgen Ingeström – tastiera aggiuntiva

Produzione
- Mikael Nord Andersson – produzione, registrazione
- Martin Hansen – produzione, registrazione, missaggio
- Leif Allansson – missaggio
- Claes Persson – mastering

## Classifiche

### Classifiche settimanali
| Classifica (2003-22)       | Posizione massima |
| -------------------------- | ----------------- |
| Australia                  | 23                |
| Austria                    | 2                 |
| Belgio (Fiandre)           | 6                 |
| Belgio (Vallonia)          | 4                 |
| Bolivia                    | 1                 |
| Cile                       | 1                 |
| Danimarca                  | 6                 |
| Ecuador                    | 5                 |
| Finlandia                  | 1                 |
| Francia                    | 6                 |
| Germania                   | 1                 |
| Irlanda                    | 7                 |
| Italia                     | 2                 |
| Nuova Zelanda              | 1                 |
| Paesi Bassi                | 6                 |
| Paraguay                   | 1                 |
| Perù                       | 3                 |
| Polonia                    | 1                 |
| Regno Unito                | 3                 |
| Regno Unito (rock & metal) | 1                 |
| Svezia                     | 2                 |
| Svizzera                   | 2                 |
| Ucraina                    | 56                |
| Ungheria                   | 1                 |

### Classifiche di fine anno
| Classifica (2022) | Posizione |
| ----------------- | --------- |
| Ucraina           | 139       |